# Jabbour Abdelnour
Pour les articles homonymes, voir Abdelnour.
 (mai 2019).
Si vous disposez d'ouvrages ou d'articles de référence ou si vous connaissez des sites web de qualité traitant du thème abordé ici, merci de compléter l'article en donnant les références utiles à sa vérifiabilité et en les liant à la section « Notes et références ».
Jabbour Abdelnour (ar) جبور عبد النور, né en 1913 et mort en 1991, est un lexicographe libanais. Il est l'auteur du dictionnaire arabe-français Abdelnour  (ISBN 9789953633954). Il est titulaire d'un doctorat d'État de la Sorbonne, ancien recteur de la faculté des lettres de l'Université libanaise et professeur à l'Université Saint-Joseph de Beyrouth.